# Giz escolar

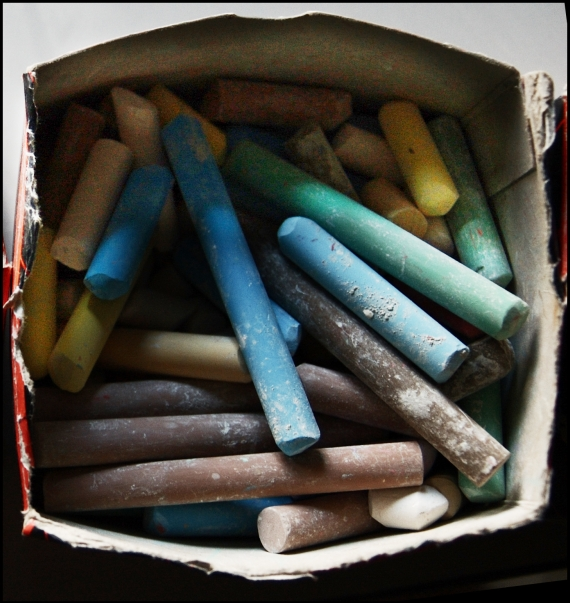
Giz processado em diversas cores.

O giz, na forma de pequenos cilindros alongados com uma vasta variedade de cores (tipicamente branco), usado principalmente como material escolar para escrever e desenhar em quadros negros, é uma forma processada de sulfato de cálcio com óxido de ferro, argila e pigmentos (para dar cor).